# Trent Reznor
Michael Trent Reznor (Mercer, 17 de maio de 1965) é um músico, cantor, produtor musical e multi-instrumentista norte-americano. Reznor é o fundador e principal força criativa por trás da banda de rock industrial, Nine Inch Nails. Reznor também foi o responsável pela produção e lançamento do primeiro álbum de Marilyn Manson.
Em 2010, Reznor assumiu a responsabilidade de criar uma trilha sonora para o filme The Social Network, ao lado do amigo Atticus Ross. O trabalho rendeu a ele e a Ross o Oscar de Melhor Trilha Sonora, e desde então a dupla voltou para os filmes seguintes do diretor David Fincher e fez mais trabalhos, ganhando um segundo Oscar por Soul.
Na indústria dos jogos eletrônicos, Trent contribuiu na composição da trilha sonora de jogos como Quake, Doom 3 e Call of Duty: Black Ops II.

## Infância e adolescência
Michael Trent Reznor Jr. nasceu em Mercer, a meio caminho de Pittsburgh e Cleveland, filho de Michael J. Reznor e Nancy Clark. Reznor era chamado pelo seu nome do meio, Trent, para evitar confusões entre ele e o seu pai. Depois do divórcio dos seus pais, Trent foi viver com a sua avó Clara, enquanto que a sua irmã, Tera, vivia com a sua mãe.
Reznor começou a tocar piano aos cinco anos de idade e mostrou desde novo uma grande aptidão para a música. Numa entrevista em 1995 o seu avô, Bill Clark, disse, "A música era a sua vida, desde que era muito pequeno. Ele tinha tanto talento!". A sua professora de piano, Rita Beglin, disse que Reznor "Sempre me lembrou Harry Connick, Jr." quando tocava.
Em 1994, numa entrevista com os Rolling Stones, ele referenciou a sua escolha na indústria da música "Não sei porque quero fazer estas coisas" Reznor diz, "para além do meu desejo de sair de Small Town, para não ter limites, para explorar. Não é um mau sitio para crescer, mas não havia nada para além de campos de milho. A minha experiência de vida vem de ver filmes, televisão e ler livros e olhar para revistas. E quando a nossa merda de cultura vem de ver TV todos os dias, é-se bombardeado com imagens de coisas que parecem boas, sítios que parecem interessantes, pessoas com empregos e carreiras e oportunidades. Nada disso acontecia onde estava. És quase obrigado a perceber que essa vida não é para ti" No entanto, Reznor confessa, "Não quero dar a impressão de que tive uma infância miserável."
Nos colégios Mercer Area Junior e Senior High Schools, Reznor era tímido e tinha dificuldade de se relacionar com seus colegas. Seus únicos amigos, segundo ele, eram alguns membros do clube de arte. Foi nesta época portanto que ele começou a emanar sua personalidade antissocial e isolada. Aprendeu lá a tocar saxofone e a tuba, além de ser também membro do clube de Jazz e bandas em marcha. O antigo director de bandas de Mercer High School, Dr. Ambooleg, recorda Reznor "Com muito ritmo e simpático.". Reznor também estava inscrito em teatro no secundário. Ele foi votado 'Melhor em Drama' por colegas da turma, pelos seus papeis de Judas em Jesus Christ Superstar e Professor Harold Hill em The Music Man.
Reznor acabou o secundário em 1983 e, influenciado por suas bandas favoritas e jogos de computador, entrou no Allegheny College onde estudou engenharia de computadores e música, e juntou-se a uma banda local chamada Option 30, que tocava três vezes por semana. Depois de um ano na universidade, Reznor decidiu sair, para seguir uma carreira a tempo inteiro na música.
Reznor mudou-se então para Cleveland. Em 1985, juntou-se á banda chamada The Innocent na qual tocava piano. Lançaram um álbum, Livin' in the Street, mas Reznor desistiu depois de apenas três meses. Em 1986, Reznor apareceu como membro da banda fictícia, The Problems, no filme Light of the day. Também se juntou a uma banda local de Cleveland Exotic Birds.
Arranjou trabalho na Right Track Studio (conhecida agora como Midtown Recording) como continuo. O dono do estúdio, Bart Koster, comentou como Reznor "É tão concentrado em tudo o que faz. Quando aquele rapaz encerava chão, ficava ótimo.". Koster permitia Reznor usar o estúdio durante as horas de intervalo, que ele usava para gravar demos de músicas, que acabariam no primeiro álbum de Nine Inch Nails, Pretty Hate Machine. Estas demos foram, mais tarde, lançadas como bootleg, com o nome de Purest Feeling.

## Discografia: entrando na indústria da música

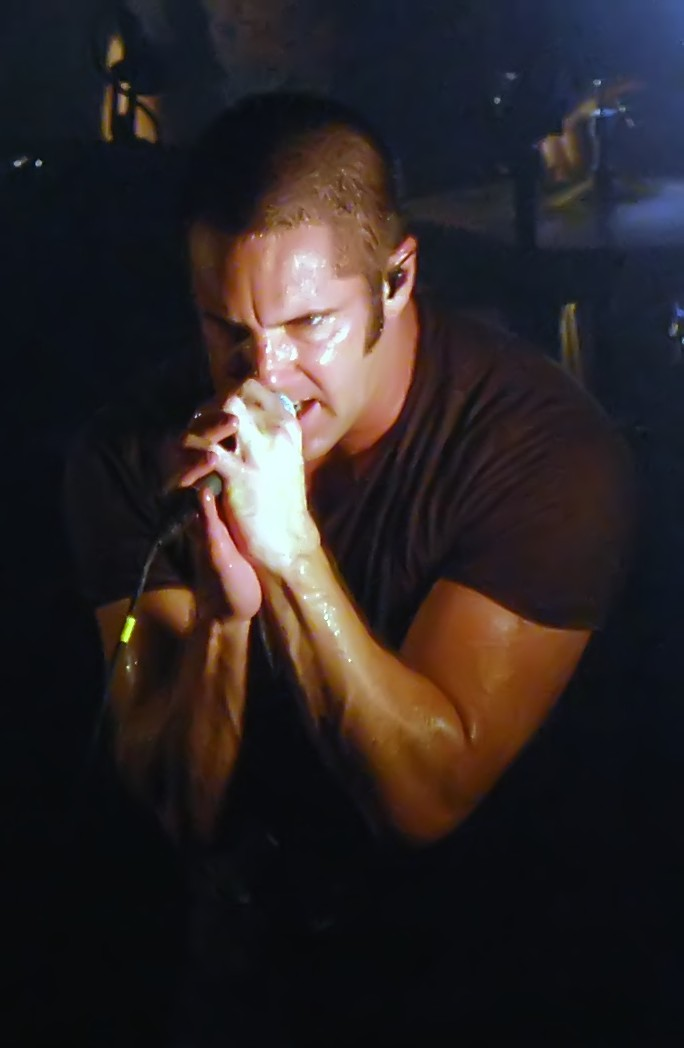
Trent Reznor em 2009

Depois de passar uns anos em estado underground, Nine Inch Nails alcançou fama internacional, tendo Reznor sido considerado uma das pessoas de 25 anos mais influentes do ano, por Time Magazine, no volume de 1997. NIN foi também considerado um dos imortais, por David Bowie na revista de Rolling Stone, na lista dos 100 melhores artistas de sempre, e recebeu 9 nomeações de Grammy até á data, ganhando a categoria de 'Best Metal Performance' em 1992 e 1995.
Nine Inch Nails (abreviado para NIN ou NIИ) é um grupo americano  de música industrial bem sucedido,  sendo sucesso de critica, público e de vendas. Embora sendo apresentado como sendo um "grupo", o Nine Inch Nails é uma criação individual de Trent Reznor. O nome foi adotado em 1988, por Trent Reznor, mas a formação do grupo tem sido variada ao longo dos anos, lançando músicos que depois se tornaram muito famosos como Jeordie White e Robin Finck. Reznor sempre foi o maior responsável pela direcção musical da banda, fazendo o trabalho de produtor, cantor, escritor e instrumentalista, e descreveu NIN como "Duas entidades separadas:" a do estúdio de gravações, realizada quase que totalmente por ele mesmo, e a banda ao vivo, que já teve diversas formações.
Nine Inch Nails existe há mais de 18 anos, mas até agora teve cinco grandes hits de maior importância, que consistiam em material único e novo, sendo os demais álbuns (ou Halos, como são nomeados) remixes de músicas dos álbuns anteriores. O fato de ter lançado álbuns completos com tantos anos entre um e outro, dilui a real extensão e importância de seu trabalho.
Cada um dos cinco álbuns foi acompanhado por lançamentos de CDs, incluindo álbuns de remix's, singles com músicas estendidas, e documentários de tours, inicialmente em VHS e mais recentemente, em DVD.
Cada lançamento primário é visto como o centro de uma era a que se associa, na qual os próximos lançamentos são essenciais para perceber o artista no seu total. Estes são 'contados' pelo uso de halos, um sistema sequencial de numeração aplicada a todos os álbuns de NIN, que carrega a implícita mensagem de que cada um é único, independente do formato.
Em 2020, Reznor foi introduzido ao Hall da Fama do Rock and Roll como parte do Nine Inch Nails.

### Pretty Hate Machine
O álbum de NIN, Pretty Hate Machine (1989), consiste em versões de estúdio de músicas-demo de Reznor, que mais tarde receberam um lançamento não-oficial com o título 'Purest Feeling'. Esta foi também a primeira colaboração de NIN com o produtor Mark Ellis. Lançado em TVT Records, e suportado por uma série de concertos ao vivo pelo Norte de América e Europa; acabou por vender três milhões de copias nos Estados Unidos. Produziu singles com as canções 'Head like a hole', 'Down in it' e 'Sin'. Foram feitos vídeos de música para as três músicas, mas o vídeo para 'Sin' só foi lançado em 1997 no VHS 'Closure'. Nas notas do álbum, o artista agradece ao escritor de ficção de horror Clive Barker por dar-lhe inspiração.

### Broken
O segundo maior hit de NIN foi Broken lançado em 1992, um EP de 6 músicas mais duas bonus tracks, que foi disco de platina. Vinha originalmente num pack desdobrável, que continha as 6 músicas num CD regular, e tinha um mini CD adicional com as outras duas bonus tracks. Depois de Reznor ter descoberto que alguns donos de lojas de CD os estavam a vender em separado, Broken foi relançado como um só CD, com as músicas "escondidas" nas tracks 98 e 99 respectivamente. A música "Wish", que tinha um vídeo dirigido por Peter Christopherson da banda Coil, e ganhou um Grammy de "Best Metal Performance". Um outro vídeo de NIN, para "Happiness in Slavery" foi quase universalmente banido, devido aos seus conteúdos gráficos. Uma excelente performance de NIN da mesma música em Woodstock '94 ganhou outro Grammy de "Best Metal Performance" em 1995. Um vídeo de "Pinion" foi ao ar duas vezes na MTV antes de ser banido pelo seu conteúdo pouco próprio, apesar de imagens do mesmo terem aparecido na apresentação do show de MTV "Alternative Nation". Christopherson e Reznor também colaboraram num vídeo de música extensivo, incorporando imagens ligando estes três clips, informalmente chamados de "Broken Movie", mas nunca foi oficialmente lançado. Videos para "Help me I'm in hell", "Gave up" (filmado em Lepig Studio, que foi utilizado para gravar o "Downward Spiral") e em 1995 um show ao vivo de "Wish" foram feitos separadamente. "Broken" foi seguido pelo EP de remix's "Fixed".

### The Downward Spiral
O segundo CD completo de NIN , e terceiro grande sucesso é "The Downward Spiral" de (1994), novamente produzido com colaboração com Foodo. Dois singles, "March of the pigs" e "Closer", foram lançados em CD com versões remixadas, com duas faixas adicionais, "Hurt" e "Piggy", que foram executadas em  rádio sem lançamento de single oficial. O videoclipe promo de "Closer" dirigido por Mark Romanek, mostrava imagens de cabeças de porco, e BDSM. A MTV proibiu o vídeo, que foi reeditado e teve todas as cenas censuradas substituídas por uma tela negra escrita com o texto  'scene missing '. Apesar dessa censura nos meios de comunicação o vídeo de "Closer" é considerado uma obra de arte e consta do acervo permanente do MOMA. "Hurt" a última música do CD, reencontrou sucesso quando Johnny Cash fez uma cover da mesma, embora modificando ligeiramente a letra da música, em 2003. Esta apareceu num outro vídeo de Mark Romanek. David Bowie cantou-a num dueto com Reznor no Outside concert tour em 1995. Esta e outras performances da Marathon Self Destruct foram documentadas no VHS duplo, Closure.
Depois do "The Downward Spiral", Reznor produziu um álbum de remix chamado "Further Down the Spiral", o único lançamento de menor importância  a ser certificado de Ouro nos Estados Unidos. Tinha contribuições de Aphex Twin, um pioneiro de música eletrônica, e o guitarrista do Jane's Addiction, Dave Navarro. Há duas versões de "Further Down the Spiral", tendo as duas conteúdo exclusivo. Um lançamento de 10 anos do "Downward Spiral" saiu para as lojas em 23 de Novembro de 2004, numa Deluxe Edition package , incluindo um segundo CD de bonus, com b-sides, demos e outras tracks. Esta edição tem multichannel e stereo SACD mixes do CD.

### Year Zero
Em 2007, foi anunciado o lançamento de um novo álbum do Nine Inch Nails sobre o fim do mundo, intitulado Year Zero.
Fãs foram tomados de surpresa, pelo já costumeiro hiato de cinco a seis anos entre lançamentos da banda, ao qual Reznor afirmou serem devido ao consumo de drogas:
| “ | Escrever para mim tinha se tornado uma perspectiva terrível, cheia de dor e falhas… No final da minha onda com as drogas eu também me dei conta que meu cérebro não estava funcionando corretamente e eu tinha perdido a capacidade de me concentrar - isso realmente fez a minha arte sofrer, que me fez sentir pior, o que me fez querer ficar chapado e, você sabe, o círculo começa. | ” |

Mesmo reabilitado em 2003, ainda necessitou de tempo para se ajustar consigo mesmo antes de se aventurar a compor, por não saber se havia destruído seu cérebro, ou se ele poderia escrever sóbrio, de acordo com Reznor. Ele também afirmou que estar sóbrio o fez mais produtivo que nunca, por isso o espaço de apenas dois anos entre With Teeth e o novo álbum Year Zero.

## Trilhas sonoras

### Filmes
Todas junto de Atticus Ross, exceto onde notado.
| Ano  | Nome                                        | Notas |
| ---- | ------------------------------------------- | --- |
| 1994 | Natural Born Killers                        | Três canções, "Burn", "Something I Can Never Have" e "A Warm Place"                                                                                     |
| 1997 | Lost Highway                                | Produziu o álbum da trilha, contribuiu duas composições: "Videodrones; Questions" and "Driver Down" e uma canção do Nine Inch Nails, "The Perfect Drug" |
| 2010 | The Social Network                          | |
| 2011 | The Girl with the Dragon Tattoo             | |
| 2013 | Sound City: Real to Reel                    | Uma canção: "Mantra", com Dave Grohl e Josh Homme |
| 2014 | Gone Girl                                   | |
| 2016 | Visions of Harmony (curta)                  | Uma composição: "Juno" |
| 2016 | Before the Flood                            | Composta com Ross, Gustavo Santaolalla and Mogwai |
| 2016 | Patriots Day                                | |
| 2017 | The Black Ghiandola (curta)                 | |
| 2018 | Mid90s                                      | |
| 2018 | Bird Box                                    | |
| 2019 | Waves                                       | |
| 2020 | Mank                                        | |
| 2020 | Soul                                        | Composta com Ross e Jon Batiste. |
| 2021 | 22 vs. Earth                                | Curta |
| 2022 | Bones and All                               | |
| 2022 | Empire of Light                             | |
| 2023 | Teenage Mutant Ninja Turtles: Mutant Mayhem | |
| 2023 | The Killer                                  | |
| 2024 | Challengers                                 | |
| 2024 | Queer                                       | |
| 2025 | The Gorge                                   | |
| 2025 | Tron: Ares                                  | Creditado como Nine Inch Nails |

### Televisão
Todas compostas com Atticus Ross.
| Ano  | Nome              | Notas                     |
| ---- | ----------------- | ------------------------- |
| 2017 | The Vietnam War   |                           |
| 2018 | The Fourth Estate | Apenas música de abertura |
| 2019 | Watchmen          |                           |

### Video games
| Ano  | Nome                       | Notas                                                   |
| ---- | -------------------------- | ------------------------------------------------------- |
| 1996 | Quake                      | Trilha e efeitos sonoros; creditado com Nine Inch Nails |
| 2012 | Call of Duty: Black Ops II | Música de abertura apenas                               |
| 2015 | Batman: Arkham Knight      | Consultor musical                                       |

### Outros
| Ano  | Nome                      | Notas                           |
| ---- | ------------------------- | ------------------------------- |
| 2017 | Banksy’s Walled Off Hotel | "Green Lines"; com Atticus Ross |